# Kırca, Sultandağı
Kırca là một thị trấn thuộc huyện Sultandağı, tỉnh Afyonkarahisar, Thổ Nhĩ Kỳ. Dân số thời điểm năm 2011 là 1.425 người.